# R Золотой Рыбы
R Золотой Рыбы (также HD 29712) — переменная звезда, красный гигант-мирида в южном созвездии Золотой Рыбы, хотя визуально находится ближе к созвездию Сетка. Находится на расстоянии 204±9 световых лет от Солнца. При угловом диаметре 0,057 ± 0,005 угловой секунды является второй самой большой по видимому размеру звездой (после Солнца).
Диаметр R Золотой Рыбы оценивается в 515 ± 70 млн км (3,46 а.е.) или в 370 ± 50 раз больше диаметра Солнца. Если поместить R Золотой Рыбы в центр Солнечной системы, то орбита Марса, и большая часть астероидов из главного пояса, окажутся внутри звезды.
Видимая звёздная величина R Золотой Рыбы колеблется от 4,8 до 6,6m. Звезда может быть видна невооружённым глазом при хороших условиях, но в инфракрасном свете она — одна из самых ярких звёзд на небе и её полная светимость в 6500 ± 1400 раз больше Солнца. Столь значительная разница между видимой величиной и полной светимостью вызвана очень низкой температурой поверхности звезды, из-за чего большая часть энергии излучается в ИК-диапазоне.